# Región de los Knobs

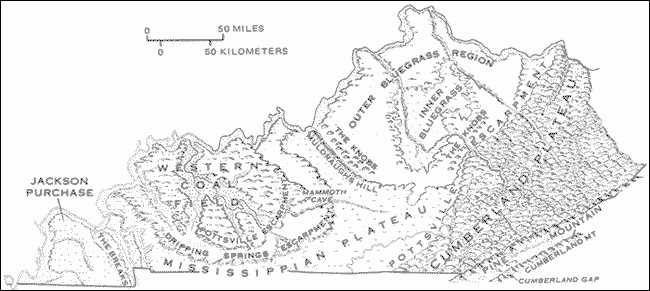
Mapa fisiográfico de USGS de Kentucky que muestra la ubicación de las perillas

La región de los Knobs o The Knobs se encuentra en el estado estadounidense de Kentucky. Es una región angosta en forma de arco que consta de cientos de colinas aisladas. La región envuelve las partes sur y este de la región de Bluegrass en la parte norte central a noreste del estado. El extremo occidental de la región de los Knobs comienza cerca de Louisville, Kentucky y continúa hacia el sureste a través de los condados de Bullitt, Hardin, Nelson, LaRue, Marion, Taylor, Boyle, Casey y Lincoln antes de girar hacia el noreste y correr a lo largo de la escarpa de Pottsville y la meseta de los Apalaches . El arco de los Knob tiene una longitud de 230 millas (370,1 km).
Muchas de las colinas son cónicas y alcanzan varios cientos de pies de altura, algunas con rocas de cobertura que forman acantilados. Los monadnocks se formaron a partir de los márgenes erosionados de la meseta de Pennyroyal al sur y de Cumberland al este. La roca de cobertura es piedra caliza de Harrodsburg del Misisipi y las laderas son lutitas de la formación Borden de edades del Devónico al Misisipiense.